# Grecia en los Juegos Olímpicos de París 1924
Grecia estuvo representada en los Juegos Olímpicos de París 1924 por un total de 38 deportistas que compitieron en 8 deportes.  
El portador de la bandera en la ceremonia de apertura fue el atleta Jristos Vrettós. El equipo olímpico griego no obtuvo ninguna medalla en estos Juegos.